# Bamboccianti

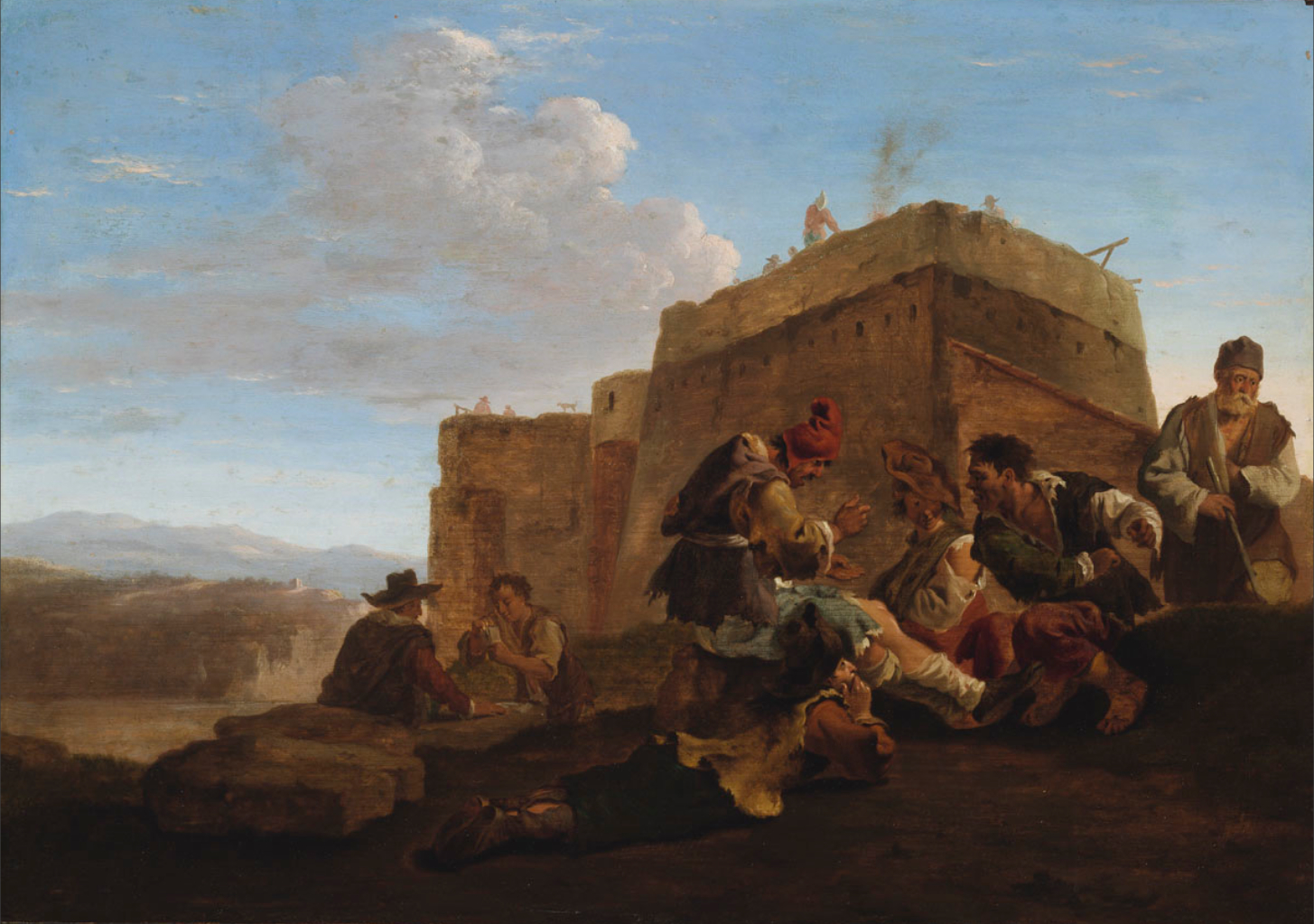
Jan Both, Krajobraz z graczami w morę

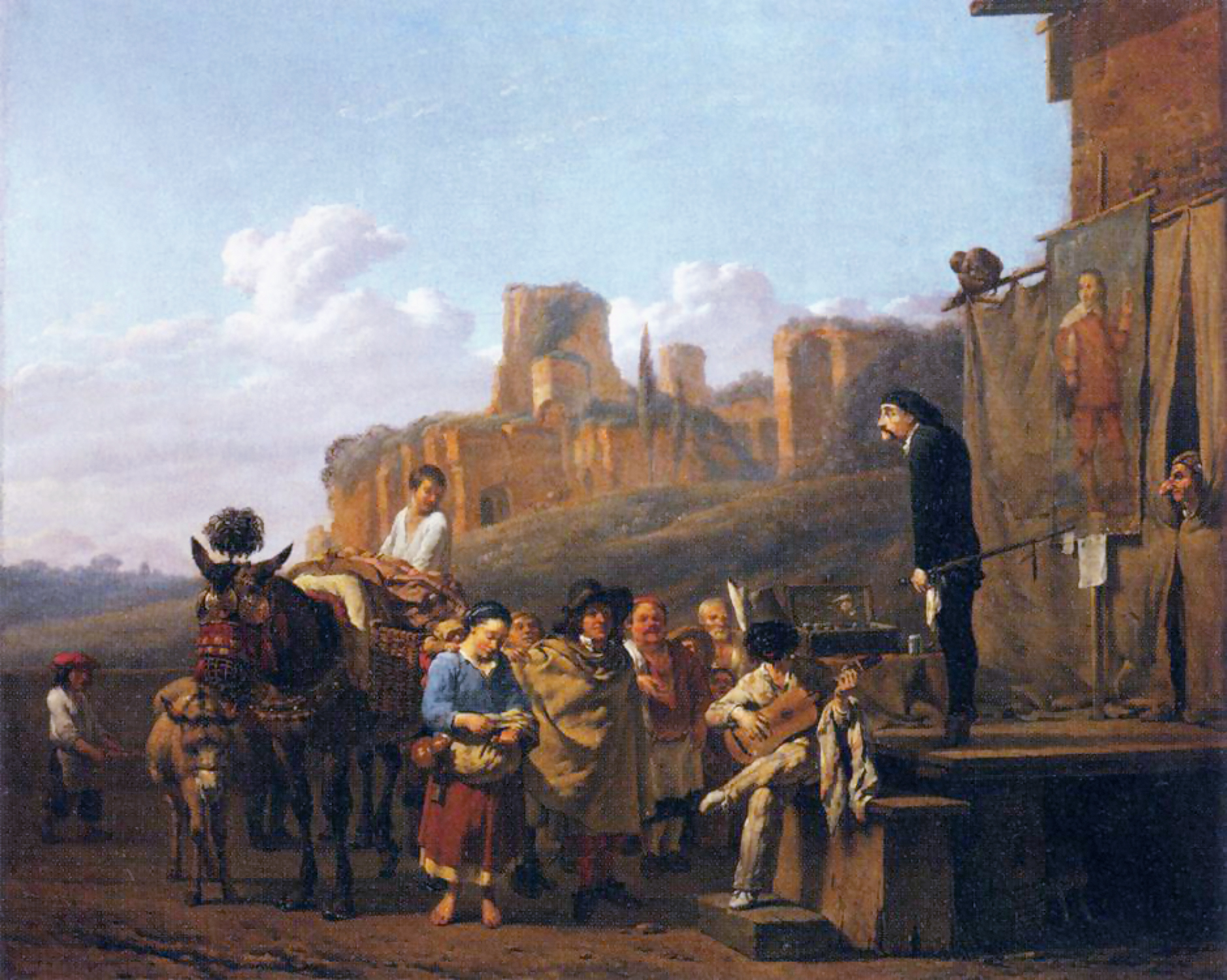
Karel Dujardin, Commedia dell'arte (1657)

Bamboccianti – grupa malarzy holenderskich i flamandzkich działających od ok. 1625 do końca XVII wieku w Rzymie, przedstawiających malownicze sceny rodzajowe: jarmarki, kiermasze, karczmy, pasterzy ze stadami, włóczęgów, żebraków, złodziejaszków, wędrownych handlarzy na tle ruin i ulic rzymskich.
Nazwa grupy pochodzi od przezwiska „Bamboccio” (mała postać ludzka zrobiona z gałganków, kukiełka, marionetka), jakie z powodu swego fizycznego wyglądu nosił we Włoszech malarz i akwaforcista Pieter van Laer, twórca tego rodzaju przedstawień. Miał nieproporcjonalnie długie nogi, krótki tułów i szyję, nosił śmieszną bródkę i wąsiki. Mieszkał w Rzymie w latach 1625–1639 i był przywódcą stowarzyszenia osiadłych tam artystów holenderskich i flamandzkich Schildersbent.
Już w XVII w. jego działających we Włoszech naśladowców nazywano bambocciantami, a malowane przez nich niewielkie sceny rodzajowe były określane jako bambocciaty. Malowali je Jan Both, Andries Both, Karel Dujardin, Jan Miel, Johannes Lingelbach, Sébastien Bourdon, Michiel Sweerts, Thomas Wijck, Dirck Helmbreker, Jan Asselyn, Antoon Goubau, Willem Reuter, Jacob van Staveren oraz Włoch Michelangelo Cerquozzi. Wywarli oni wielki wpływ na rodzajowe malarstwo włoskie i holenderskie XVIII w. Inspirowali takich artystów jak: Alessandro Magnasco, Antonio Cifrondi, Pietro Longhi, Giuseppe Maria Crespi, Giacomo Ceruti.

Byli ostro krytykowani przez zwolenników klasycznych tradycji w sztuce, malarzy  (Salvator Rosa, Francesco Albani, Andrea Sacchi) i teoretyków sztuki (Giovanni  Pietro Bellori). Salvator Rosa, sam twórca bambocciat, pisał w swoich Satire pod koniec XVII w. 

Są tacy, którzy z pomocą pędzla oddają się przedstawieniu głupstw, tragarzy, urwisów, złodziejaszków, winobrania, wozów, uczęszczanych oberż, tłumu pijaków i obżartuchów, liszajowatych palaczy czy kramów golibrodów; w przedstawieniu człowieka, który szuka wszy, który się drapie, który sprzedaje urwisowi gotowane gruszki, który właśnie się załatwia, daje flaki kotce, który gra, naprawia dzban czy chodaki. Dziś malarz nie uważa, że robi coś dobrego, jeżeli nie przedstawi grupy łachmaniarzy i jeżeli jego malarstwo nie będzie wulgarne.

Andrea Sacchi piętnował 

pokazywanie zdarzeń szkaradnych, niestosownych, bez znajomości wdzięku i bez uwzględniania godności.